# Michael J. Fallgatter
Michael J. Fallgatter (* 3. Februar 1965 in Offenbach) ist ein deutscher Betriebswirt. Er wirkt aktuell als Professor an der Bergischen Universität Wuppertal.

## Leben
Von 1986 bis 1991 absolvierte Fallgatter ein Studium der Betriebswirtschaftslehre an der Johann Wolfgang Goethe-Universität in Frankfurt am Main. Die Schwerpunkte waren Industriebetriebslehre und Organisation. Er schloss sein Studium als Diplom-Kaufmann ab. Bis 1996 promovierte er an der Friedrich-Schiller-Universität Jena mit seiner Arbeit Zielorientierte Leistungsbeurteilung. Konzeptualisierung eines Beurteilungsverfahrens für das Lower-Management. Im gleichen Zeitraum war er dort bereits wissenschaftlicher Mitarbeiter am BWL-Lehrstuhl. Danach arbeitete er für den BWL-Lehrstuhl der Universität Bielefeld und habilitierte dort 2002 mit einer Arbeit über die Theorie des Entrepreneurship. Perspektiven zur Erforschung der Entstehung und Entwicklung junger Unternehmungen. Im April des gleichen Jahres wurde er dort schließlich offiziell zum Hochschuldozenten ernannt.
2003 war er an den Universitäten Siegen und Wuppertal Vertreter der Professuren für Betriebswirtschaftslehre beziehungsweise Personal und Organisation. 2004 folgte er einem Ruf an die Bergische Universität Wuppertal an den damaligen Lehrstuhl für Personal und Organisation, Wirtschafts- und Sozialwissenschaften. Zwischen 2008 und 2016 war er dort Dekan des Fachbereichs Wirtschaftswissenschaften.

## Schriften
Übersicht der von Michael J. Fallgatter herausgegebenen Buchwerke:
- Junge Unternehmen – Charakteristika, Potenziale, Dynamik, Kohlhammer, Stuttgart 2007, ISBN 978-3-17-018922-5
- Strategische Unternehmungsführung. Eine Einführung., ESV, Berlin 2003 (3. Auflage 2007), ISBN 978-3-503-08702-0
- Theorie des Entrepreneurship. Perspektiven zur Erforschung der Entstehung und Entwicklung junger Unternehmungen., Neue betriebswirtschaftliche Forschung, Wiesbaden 2002, ISBN 3-8244-9091-9
- Beurteilung von Lower Management-Leistung. Konzeptualisierung eines zielorientierten Verfahrens., RH Verlag, Lohmar/Köln 1996, ISBN 3-89012-523-9

## Ehrungen
2003 erhielt Fallgatter den Wolfgang Ritter-Preis für hervorragende wissenschaftliche Leistungen im Bereich der Betriebswirtschaftslehre. Im gleichen Jahr wurde er nominiert für den Karl Peter Grotemeyer-Preis für sein persönliches Engagement in der Lehre.

## Sonstiges
Von 1996 bis 2003 war Fallgatter Geschäftsführer des Instituts für Personal- und Unternehmensführung in Bielefeld. Des Weiteren ist er auch aktuell Mitglied der Schmalenbach-Gesellschaft für Betriebswirtschaft, des Verbandes der Hochschullehrer für Betriebswirtschaft sowie der Academy of Management.
Im Sommer 1999 war er als Gastprofessor zu einem Forschungsaufenthalt am Arthur M. Blank Center for Entrepreneurial Studies in Boston, Massachusetts (USA) eingeladen. Ende 2004 wurde er vom Beirat der Wirtschaftsprüferkammer zum Mitglied der Prüfungskommission für Wirtschaftsprüfer und vereidigte Buchprüfer ernannt. 2006 und 2007 leitete er die MBA-Kurse Organizational Behavior an der Mannheim Business School.